# Vydymáček
Vydymáček, někdy také Vidimáček, je malý rybník v areálu borovicového arboreta Sofronka v údolí Merán při severním okraji města Plzně. Má rozlohu 0,81 ha a plocha jeho povodí činí 2,38 km².

## Historie

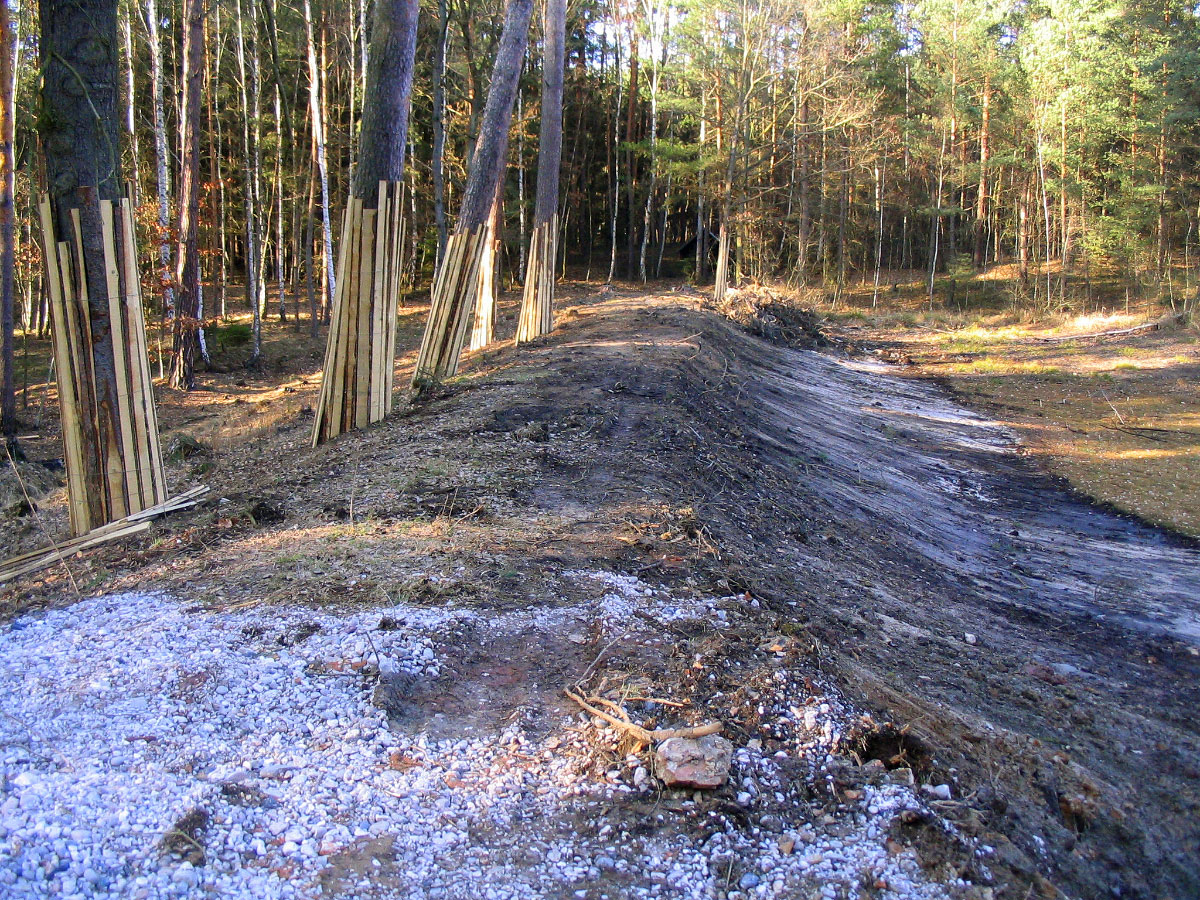
Profil hráze rybníka, únor 2007

Patří mezi rybníky původní bolevecké soustavy založené po roce 1460. Založený byl nad Seneckým rybníkem na bezejmenném levostranném přítoku Boleveckého potoka. Jméno získal podle své funkce – zadržoval (vzdýmal) vodu pro následující rybníky, popřípadě zachytával nebezpečné přívalové vody. Před koncem 17. století rybník zanikl a obnoven byl s využitím původní hráze až před druhou světovou válkou nájemcem Boleveckých rybníků J. Mráčkem a porybným V. Baštýřem. Voda přitékající z rašelinišť byla však příliš kyselá a nesvědčila nasazeným kaprům. Rybník byl vypuštěn a jeho dno zalesněno smrkem.
Pravděpodobně v roce 1952 byl porost vykácen a po založení arboreta v roce 1956 se uvažovalo o obnově výsadby. Jeho zakladatel Karel Kaňák přišel s myšlenkou využít arboreta i jako lokality klidu pro lesní zvěř a ptactvo a v této souvislosti usiloval i o obnovení obou rybníčků. Pro tuto myšlenku získal vedoucího lesní dohledací služby Bártu, který povolil obnovení Vydymáčku a vznik nového severnějšího Rozkopaného rybníka (patrně v místě zaniklého středověkého rybníka Beroun). Protože na nezbytnou obnovu vypouštěcího systému nebyly finance, prováděl veškeré práce K. Kaňák se synem Janem (současný vedoucí arboreta) a jeho družinou skautů.
V sobotu 17. července 1965 se nad Plzní prohnala průtrž mračen, při které podle záznamů v meteorologické stanici v arboretu Sofronka napršelo během 3 hodin přibližně 120 mm srážek. Hráz rybníka byla ve večerních hodinách provalena přívalovou vodu a následkem toho se v neděli protrhla hráz Seneckého rybníka. Hráz byla znovu obnovena a zároveň byly provedeny úpravy (vápnění), které měly zajistit vodu vyhovující kaprům. V současnosti je rybník jako součást dančí obory v rámci arboreta Sofronka oplocen a není běžně přístupný, je ovšem možný průchod podél jeho jihovýchodního okraje. V roce 2006 byl opraven výtok a na začátku roku 2007 proběhla oprava hráze.
Nad východním břehem rybníka je přírodní památka Doubí se zbytkem původní borové doubravy se skupinou dvěstěletých dubů.

## Základní údaje
| Lesnatost povodí | 100 %    |
| Stoletá voda     | 6,7 m³/s |

Údaje z roku 1998.